# Necrophagia
Necrophagia (Nekrophagie, von griechisch: νεκρός nekrós ‚tot‘ und φαγεῖν phagein ‚essen‘) war  eine Death-Metal-Band aus Ohio, USA.

## Geschichte
Gegründet wurde die Band 1984 von Frank „Killjoy“ Pucci, Bill James, Larry „Madthrash“ Madison und Joe Blazer. Mitte der 1980er gehörte Necrophagia zu den ersten Death-Metal-Bands überhaupt. Von 1984 bis 1987 erreichte die Band in der Tape-Trading-Szene einen hohen Bekanntheitsgrad. 1987 erhielt sie einen Plattenvertrag bei New Renaissance Records, wo das Debütalbum Season of the Dead veröffentlicht wurde. Im selben Jahr löste sich Necrophagia auf. Zehn Jahre später ließ Killjoy die Band mit neuen Mitgliedern wieder aufleben. Unter anderem spielte Phil Anselmo von Pantera an der Gitarre mit, wegen bestehender Verträge mit anderen Plattenfirmen unter dem Pseudonym „Anton Crowley“. Im Jahr 2001 folgte wieder ein größerer Besetzungswechsel. Zuletzt war die Band bei Season of Mist unter Vertrag. Die Band verstärkte sich bei Studioaufnahmen immer wieder mit Gastmusikern (etwa Joey Jordison). Bekannt war die Band auch für ihre zahlreichen DVD-Veröffentlichungen.

## Stil
Necrophagia spielt Death Metal mit Einflüssen aus dem Sludgecore und Stoner Metal. Als besonderen Einfluss für ihre Texte gibt die Band den italienischen Regisseur Lucio Fulci an, der in den 1970er und 1980er Jahren zahlreiche Zombie-Filme gedreht hat. Die Band nutzt auch Tonsequenzen der Filme als Intro oder zur Untermalung der Lieder.
In einem Beiheft taucht ein Bild der Pornodarstellerin Jenna Jameson auf, die ein Fan von Horror und Metal ist. Killjoy lernte sie in den 1990er Jahren kennen und war gut mit ihr befreundet. Sie erschien auch auf der DVD Nightmare Scenarios, wo sie die Mano cornuta zeigt und „Necrophagia rules!“ ruft.

## Diskografie

### Alben
- 1987: Season of the Dead
- 1990: Ready for Death
- 1998: Holocausto de la Morte
- 2003: The Divine Art of Torture
- 2005: Harvest Ritual Volume I
- 2011: Deathtrip 69
- 2014: WhiteWorm Cathedral

### EPs
- 2000: Black Blood Vomitorium
- 2001: Cannibal Holocaust
- 2004: Goblins Be Thine

### Kompilationen
- 2000: Death Is Fun
- 2000: Legacy of Horror, Gore and Sickness
- 2007: 1983–1987/1994–1998

### DVDs
- 2001: Through Eyes of the Dead
- 2002: Through the Eyes of the Dead
- 2004: Nightmare Scenarios
- 2005: Necrotorture / Sickcess

### Live
- 2006: Slit Wrists and Casket Rot

### Demos
- 1984: Death Is Fun
- 1985: Autopsy on the Living Dead
- 1985: Rise from the Crypt
- 1986: Power through Darkness
- 1986: Nightmare Continues

### Split
- 2001: Reverse Voices of the Dead mit Antaeus
- 2003: Kindred of a Dying Kind / Young Burial mit Sigh